# Man Seeking Woman
Man Seeking Woman è una sitcom statunitense trasmessa negli Stati Uniti d'America dal 2015 al 2017. sul canale FXX. È basata sul libro The Last Girlfriend on Earth di Simon Rich che è creatore, produttore esecutivo e showrunner della serie.

## Trama
La serie segue l'assurda e grottesca vita amorosa del giovane Josh Greenberg, i cui tentativi di trovare una fidanzata sono da sempre stati fallimentari.

## Episodi
| Stagione         | Episodi | Prima TV USA | Prima TV Italia |
| ---------------- | ------- | ------------ | --------------- |
| Prima stagione   | 10      | 2015         | inedita         |
| Seconda stagione | 10      | 2016         | inedita         |
| Terza stagione   | 10      | 2017         | inedita         |

## Personaggi e interpreti

### Principali
- Josh Greenberg (stagione 1-3), interpretato da Jay Baruchel
- Mike Scaggs (stagione 1-3), interpretato da Eric André
- Liz Greenberg (stagione 1-3), interpretata da Britt Lower
- Maggie (stagione 1), interpretata da Maya Erskine
- Lucy (stagione 3), interpretata da Katie Findlay

### Ricorrenti
- Patti (stagione 1-3), interpretata da Robin Duke
- Tom (stagione 1-3), interpretato da Mark McKinney
- Rosa (stagione 2), interpretata da Rosa Salazar

## Produzione
L'episodio pilota, diretto da Jonathan Krisel è stato ordinato da FXX il 19 giugno 2013. Nei mesi di febbraio e marzo 2014, Jay Baruchel, Eric André, Britt Lower e Maya Erskine sono entrati nel cast principale. La serie è stata ufficialmente ordinata il 2 luglio 2014. Il 31 ottobre 2014 Miles Fisher è entrato nel cast riccorente. Il 3 marzo 2015, ha ottenuto il rinnovo per una seconda stagione, mentre il 12 aprile 2016 viene rinnovata anche per una terza stagione. L'8 marzo 2017, la serie viene cancellata dopo 3 stagioni.
La serie è stata girata a Toronto in Canada.

## Accoglienza
La serie è stata accolta positivamente dalla critica, sull'aggregatore di recensioni Rotten Tomatoes ha un indice di gradimento dell'81% con un voto medio di 6,7 su 10, basato su 31 recensioni, su Metacritic, invece ha avuto un punteggio di 66 su 100, sulla base di 27 critici, che indica "recensioni generalmente favorevoli".